# Seznam stálých zástupců Spojeného království v Evropské unii
Stálý zástupce Spojeného království v Evropské unii byl, když bylo Spojené království členským státem Evropské unie, nejdůležitějším diplomatickým zástupcem Spojeného království v Evropské unii a vedoucím zastoupení Spojeného království v Evropské unii. Jejich oficiální titul byl Stálý zástupce Jejího britského veličenstva v Evropské unii. Vzhledem k tomu, že Spojené království opustilo EU dne 31. ledna 2020, byla role nahrazena britským velvyslancem v Evropské unii.

## Seznam vedoucích mise

### Stálí zástupci v Evropských společenství
- 1973–1975: Sir Michael Palliser
- 1975–1979: Sir Donald Maitland
- 1979–1985: Sir Michael Butler
- 1985–1990: Sir David Hannay
- 1990–1992: Sir John Kerr

### Stálí zástupci v Evropské unii
- 1992–1995: Sir John Kerr
- 1995–2000: Sir Stephen Wall
- 2000–2003: Sir Nigel Sheinwald
- 2003–2007: Sir John Grant
- 2007–2012: Sir Kim Darroch
- 2012–2013: Sir Jon Cunliffe
- 2013–2017: Sir Ivan Rogers[2]
- 2017–2020: Sir Tim Barrow[3]